# Роденберг
Роденберг (нем. Rodenberg) — город в Германии, в земле Нижняя Саксония.
Входит в состав района Шаумбург. Подчиняется управлению Роденберг. Население составляет 6070 человек (на 31 декабря 2010 года). Занимает площадь 15,6 км². Официальный код — 03 2 57 032.
Город подразделяется на 2 городских района.
| Год  | Население |
| ---- | --------- |
| 1990 | 4799      |
| 1995 | 5485      |
| 2000 | 5964      |
| 2005 | 6299      |
| 2010 | 6163      |

## Фотографии

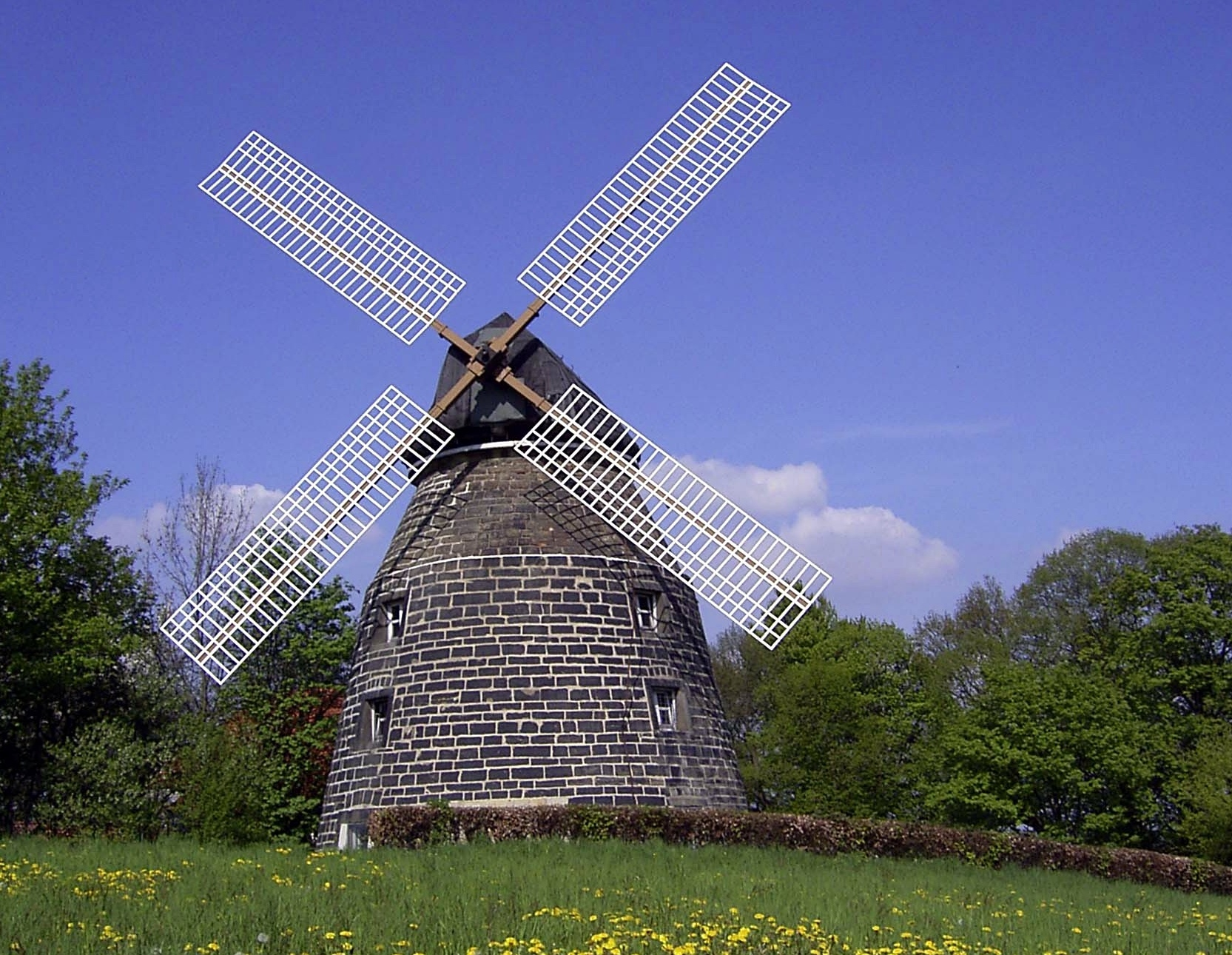
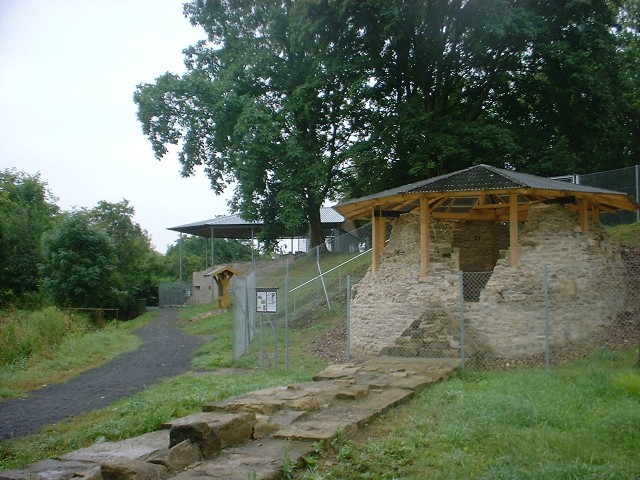
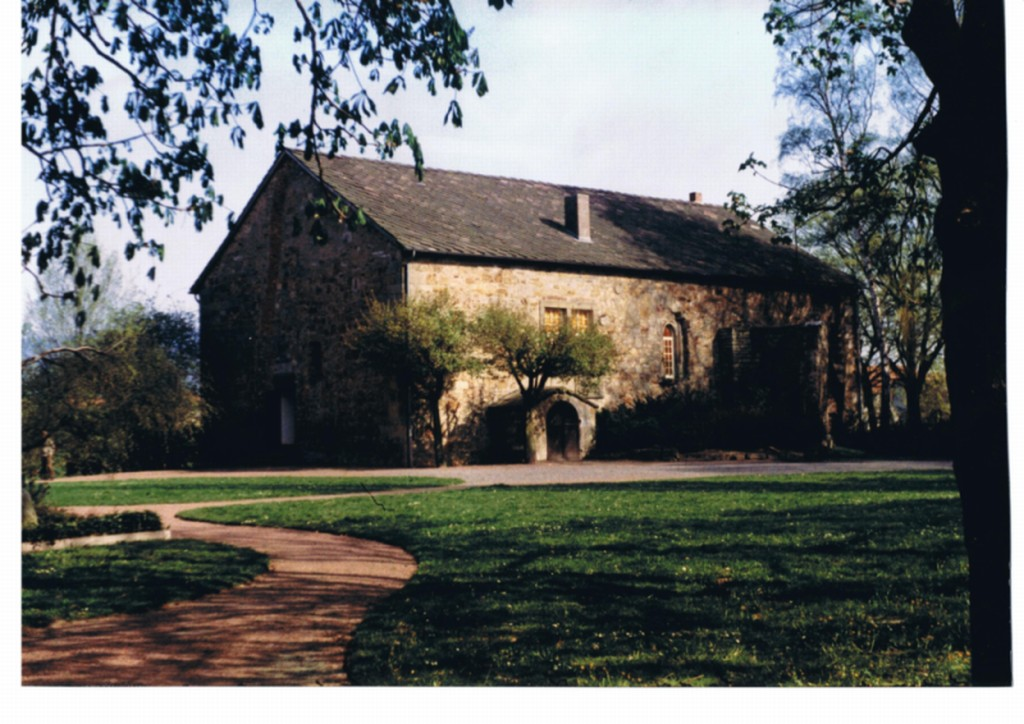